# Hedwig Dohm
Marianne Adelaide Hedwig Dohm, född Schlesinger den 20 september 1831 i Berlin, död den 1 juni 1919 i samma stad, var en tysk författare, skriftställare och feminist.

## Familj och tidiga år
Dohm föddes i en judisk familj i den preussiska huvudstaden Berlin. Modern var Henriette Wilhelmine Jülich och fadern var tobaksfabrikören Gustav Adolph Gotthold Schlesinger, som senare antog släktnamnet Schleh. Föräldrarna gifte sig först år 1838, efter att det tionde barnet fötts, och fick sammanlagt 18 barn tillsammans, av vilka Dohm var det tredje i ordningen. Fadern var sedan år 1817 konverterad från judendomen till den kristna protestantismen. Dohms bröder fick studera vidare vid gymnasiet, men själv fick hon sluta sin skolgång som femtonåring för att arbeta i hemmet. Tre år senare, år 1849, började Dohm dock själv studera vid lärarseminariet.
År 1853 gifte sig Dohm med den tyska författaren och satirikern Ernst Dohm (1819–1883), som bland annat var redaktör för tidskriften Kladderadatsch. De förblev gifta till makens död och fick tillsammans en son och fyra döttrar. Sonen avled redan under barnåren, men de fyra döttrarna överlevde och fick under sin uppväxt välja själva vilken yrkesutbildning de ville ha. Genom dottern Hedwig Pringsheim, gift med Alfred Pringsheim, är Dohm mormor till Thomas Manns fru, Katia Mann, född Pringsheim.

## Författarskap och politiska engagemang

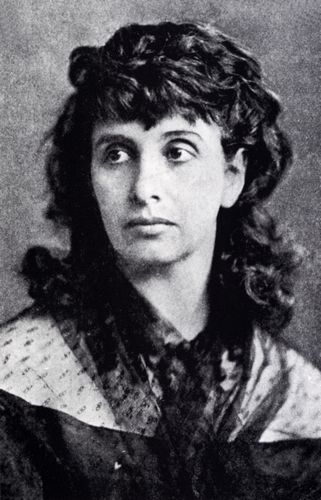
Hedwig Dohm cirka år 1870.

Tillsammans med sin make var Dohm en del av Berlins intellektuella kretsar. Trots att paret inte hade det alltför ekonomiskt välbeställt höll man ofta salong hemma hos sig för andra i bekantskapskretsen. Hennes litterära verk spänner över skilda genrer som uppsatser, feministiska essäer, romaner och noveller med mera. År 1867 publicerades hennes första studie, som handlade om den historiska utvecklingen av spansk litteratur. Den kunskap som låg till grund för studien hade Dohm tillskansat sig autodidaktiskt. 
Från början av 1870-talet publicerade Dohm flera feministiska skrifter genom vilka hon lade fram tankar om rättslig, social, sexuell och ekonomisk jämlikhet mellan könen, men även tankar om kvinnlig rösträtt. Dohm utmärker sig även som en av de första tyska människorättsaktivisterna som ifrågasatt heteronormativiteten i samhället. Hon var även en av de första feministiska tänkarna som såg könsrollerna som ett resultat av socialisering och inte biologi.
Mot slutet av 1870-talet skrev Dohm även flera komedier som senare sattes upp vid Schauspielhaus, Berlins konserthus. Efter makens död år 1883 började Dohm att skriva romaner och fortsatta att publicera feministiska skrifter. I samband med makens död flyttade hon även hem till dottern Elisabeth och dennas make, och därifrån fortsatte Dohm med sin författargärning och med att hålla salong för bekantskapskretsen. Hon startade en organisation, kallad Reform, som arbetade för kvinnors utbildningsmöjligheter. Dohm var även aktiv i flera andra kvinnosaksorganisationer, bland annat tillsammans med Minna Cauer och Helene Stöcker. Hon hjälpte även yngre feminister, så som Anita Augspurg och Lida Gustava Heymann, att få plats i samhällsdebatten. Dohms förfinade sarkasm i kritiken av könsmaktsordningen såväl som hennes respektlöshet mot det patriarkala samhällsstrukturerna bidrog till att bryta ny mark för dåtidens kvinnorörelse.
Dohm var en av få tyska intellektuella som tog avstånd från de patriotiska strömningarna som uppstod i samband med första världskriget. Hon lät bland annat publicera flera pacifistiska artiklar i tidskriften Die Aktion. Under sin livstid fick Dohm vara med när kvinnlig rösträtt infördes i Weimarrepubliken efter den tyska novemberrevolutionen 1918–1919, knappa halvåret innan hon själv avled. Nyheten om mordet på Rosa Luxemburg i januari 1919 gick enligt uppgift hårt åt Dohm.

## Död

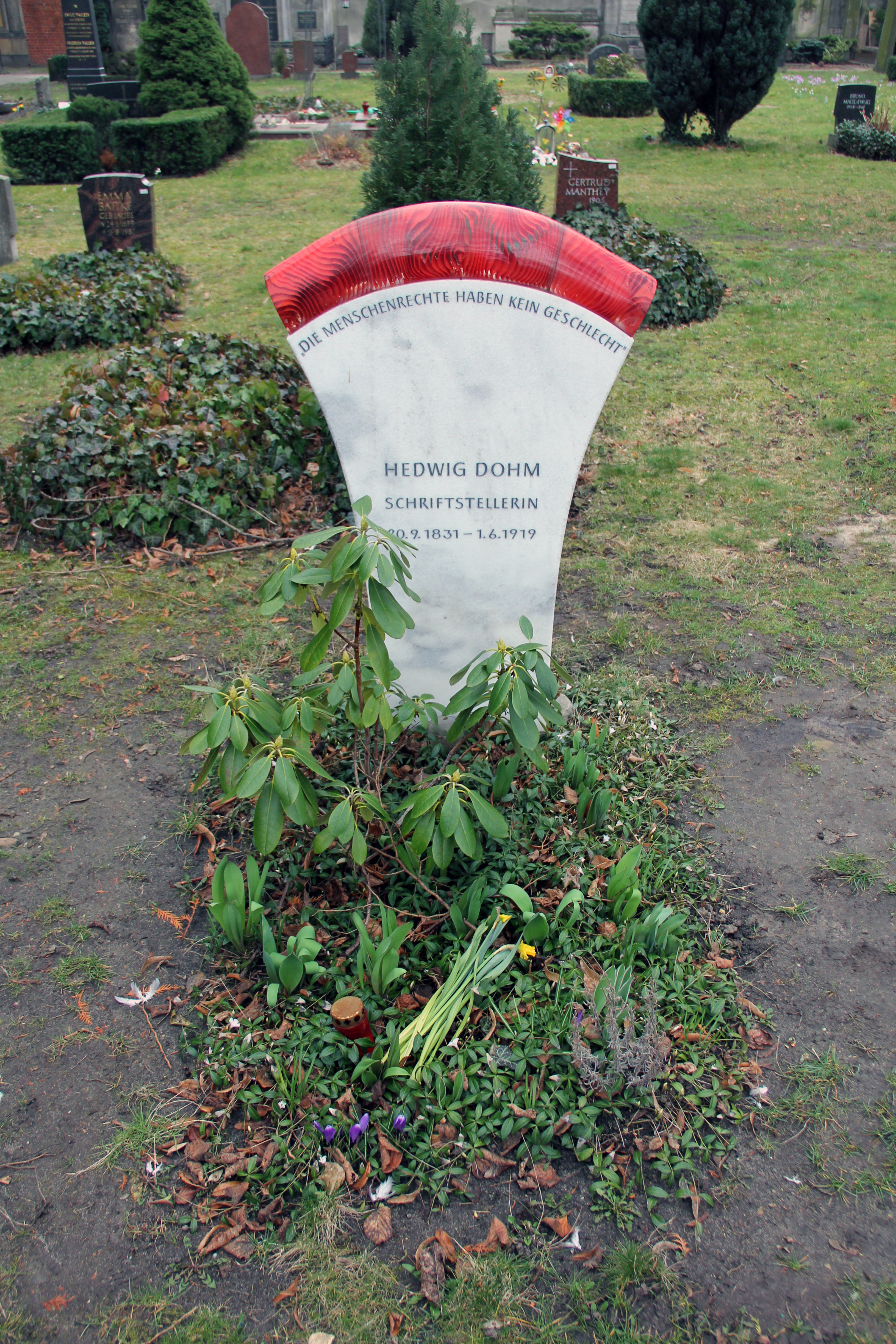
Hedwig Dohms gravvård på kyrkogården Alter St.-Matthäus-Kirchhof i Schöneberg, Berlin.

Dohm avled i Berlin år 1919 vid 87 års ålder. Hon är begravd på kyrkogården Alter St.-Matthäus-Kirchhof i Schöneberg, Berlin. På hennes gravvård finns inskriptionen Die Menschenrechte haben kein Geschlecht, vilket betyder ungefär De mänskliga rättigheterna har inget kön. En gata i Berlin bär hennes namn, liksom en skola i Berlin och en i Stuttgart är uppkallade efter henne.